# Rosa Barasoain
Rosa Barasoain Asurmendi (Tafalla, Navarra, 19 de agosto de 1956) es una editora y escritora española. 

## Trayectoria
Licenciada en Ciencias de la Información, codirige la editorial especializada en agricultura ecológica La Fertilidad de la Tierra. Ha publicado estudios sobre prensa, catálogos con artistas plásticos, cuentos y libros de poesía.
Desde muy joven colaboró en publicaciones de temática local (La Banda de Música de Tafalla. Altafaylla Kultur Taldea, 1985; Dantzariak. Altataylla Kultur Taldea, 1994; Tafalla siete paisajes, ANAN, 1999).
Sus primeras prácticas periodísticas fueron con 17 años en el semanario Merindad y, mientras estudiaba Periodismo, en la histórica Punto y Hora de Euskalherria, dirigida por Mirentxu Purroy; trabajó como corresponsal en el diario DEIA y en Radio Nacional de España.
En los 80 inició, junto a un grupo de poetas, la revista navarra Sombra de Poetas/Luces y Sombras. Cofundadora de la Fundación María del Villar Berruezo y del Certamen Literario del mismo nombre, ha colaborado también en Río Arga, Andalan, Integral… Fue la editora de la revista Biolur, de la Asociación Bio Lur Navarra (1992-1994), luego de Savia (1994-1999), y desde junio del 2000 cofundadora de La Fertilidad de la Tierra, revista que recibió el Premio a la Difusión del Ministerio de Agricultura en 2005.
Ha colaborado con sus textos en catálogos de pintores y escultores, Teresa Izu y Zacarías Pellicer principalmente.
Poemas y relatos premiados figuran en diversas antologías (Bilaketa de Poesía, Aoiz, 1991; Bilaketa de Narrativa, Aoiz, 1996; Voces del Chamamé. Narrativa, Oviedo, 1997; Voces del Chamamé. Poesía, Oviedo, 1998). La Poesía en Navarra. Siglo XXI. Número especial de TK, 2017 (Asociación de Bibliotecarios de Navarra); Poesía Femenina actual de Navarra en Castellano, Torremozas 2018; Búsqueda de identidad. Poesía en castellano escrita por mujeres en Navarra (1975-2017, Isabel Logroño. Gobierno de Navarra 2018).

## Obras
- Poemas a tu belleza. Asoc. Cultural Sombra de Poetas. Tafalla, 1991.
- La voz de la Merindad 1929-1937. Cuadernos de Cultura Tafallesa nº 6. Patronato de Cultura Garcés de los Fayos, 1993.
- La Niña de agua y su amigo el Mar. Tres ediciones bilingües: Alemán-castellano; Francés-castellano; Euskera-castellano. Fundación María del Villar, 1998.
- Para volver a nacer. Tierra de Sueños, 2009.
- Santos Boneta, Poeta autor de la letra de la Subida a la Salve. Artaza, 2014.[7]
- El viaje de Peru. (La Fertilidad de la Tierra Ediciones, septiembre de 2015). Editado en cuatro idiomas (castellano, gallego, catalán, euskera).[8]
- En el camino de las plantas. (La Fertilidad de la Tierra Ediciones, Colección Los libros de Ceres, octubre 2022).
- El huerto perpetuo. (La Fertilidad de la Tierra Ediciones, Colección Guñias para La Fertilidad de la Tierra, marzo 2024).
- Amigas y flores. (La Fertilidad de la Tierra Ediciones, Colección Los libros de Ceres, abril 2025).

## Premios y reconocimientos
- Premio “Corazón Bio” 2016, en la modalidad de prensa escrita, en la 23ª Feria de Bio Cultura.[9]
- Premio Biocultura 2016, en Prensa Escrita: Revista “La Fertilidad de la Tierra”.[10]
- Es una de las doce escritoras que aparece en el calendario navarro editado en 2009 por el Instituto Navarro para la Igualdad.[11]